# Premio internazionale Città di Ostia
Il premio internazionale Città di Ostia nasce nel 1971, fondato da Tonino Colloca.

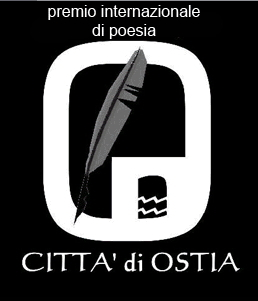
Logo del premio internazionale Città di Ostia

## Storia del premio
Il premio è organizzato dall'associazione culturale  Anco Marzio di Ostia, che ha come presidente Tonino Colloca.
La prima edizione nel 1971, ha visto premiato Vittorio Gassman; nelle edizioni successive sono state premiati: Ubaldo Lay, Paola Borboni, Maurizio Arena, Stella Carnacina, Ugo Pagliai, Antonella Lualdi, Arnoldo Foà, Beppe Costa, Giovanna Mulas, Franco Loi, Stefania Battistella.

## Partecipazioni

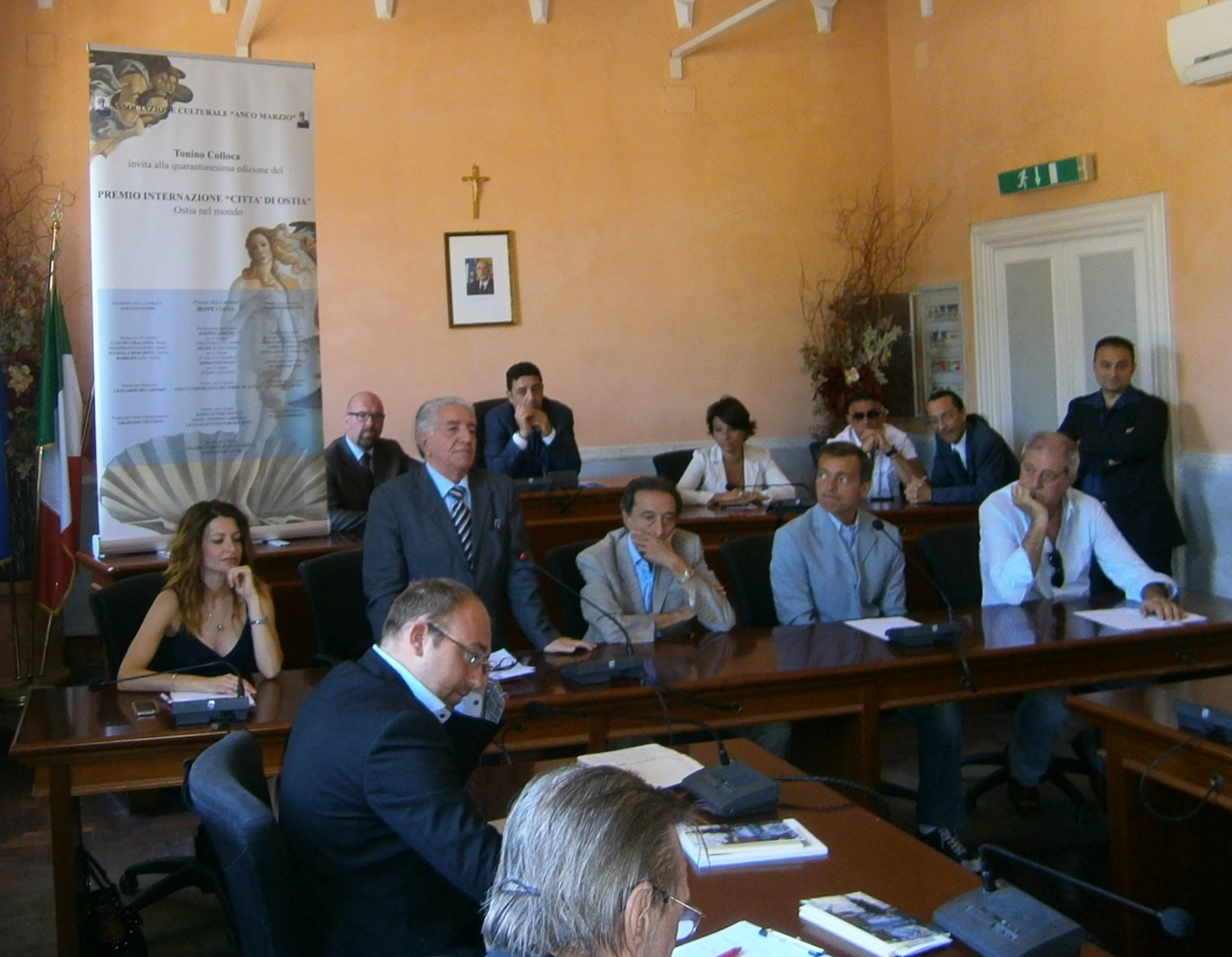
Tonino Colloca durante la conferenza stampa della 41ª edizione del premio internazionale Città di Ostia

Nelle ultime due edizioni, hanno fatto da cornice amici come Gigi D'Alessio, Tosca D'Aquino, Enrica Bonaccorti, Enrico Montesano, Alessandra Mussolini, Fabio Rampelli, Marco Marsilio, Fausto Bertinotti, Davide Rondoni, Rita Charbonnier, Luciano Regolo, Massimo Buscema, Angelo Mellone, Pietra Montecorvino, Massimiliano Gallo, Luca Ward, Giada Desideri, Edy Angelillo, Christian Floris, Direttivo Rai Internazionale.Leonardo Del Grosso.